# Pablo Augusto Carvalho
Pablo Augusto Carvalho (sinh ngày 19 tháng 4 năm 1996) là một cầu thủ bóng đá người Brasil.

## Sự nghiệp câu lạc bộ
Pablo Augusto Carvalho đã từng chơi cho FC Ryukyu.